# ラウンドワン
株式会社ラウンドワン（英: ROUND ONE Corporation）は、大阪府大阪市中央区に本社があり株式会社ラウンドワンジャパン、Round One Entertainment Inc.、朗玩（中国）文化娯楽有限公司などを傘下に持つ持株会社である。
株式会社ラウンドワンジャパンにおいては、日本国内で屋内型複合レジャー施設「ラウンドワン」を運営。
2025年7月時点で、日本国内に99店舗、米国に57店舗、中華人民共和国に「朗玩（ラウワン）」として4店舗出店している。

## 概要
綿糸製造とボウリング場を運営する杉野公彦の父親が経営していた会社がルーツ。その後、父親が営んでおり、閉鎖したローラースケート場を引き継ぐ形で1980年12月、大阪府泉南市に杉野興産株式会社として設立、泉大津市に第1号店としてローラースケートリンクを開設した。1982年、ボウリングレーンを併設（当初16レーン）。1988年にさらに10レーンを増設し、ローラースケートリンクは閉鎖された。1990年には堺市のボウリングレーンを同社が賃借し、ボウリングとアミューズメントを合体した2号店としてオープンさせる。
1993年3月、杉野他1名の個人出資で株式会社ラウンドワン（旧社）を設立。翌1994年6月に『ラウンドワン』第1号店となる泉北店を開業した。泉北店開店直後の同8月、杉野興産はラウンドワン（旧社）の全株式を取得して完全子会社化。同12月に杉野興産とラウンドワン（旧社）が合併し、存続会社の杉野興産は株式会社ラウンドワン（新社）に社名変更する。ラウンドワン（新社）は1997年8月に大証2部に、1998年12月に東証2部に株式上場。1999年9月には東証・大阪1部銘柄に指定され、2015年現在は東証1部に上場している。
2000年代後半以降は世界金融危機以降続く不況を乗り切るため、拡大戦略と並行して有利子負債削減と財務体質強化を図っている。例として、旧梅田店の敷地を買収・拡張して2011年3月に直営店としてオープン予定だった（新）梅田店の敷地・建物を店舗オープン前に売却、旧梅田店と同様の賃貸契約による運営とした。今後、同社が運営する一部の既存店舗も賃貸運営への切り替えを検討している（リースバック）。
ボウリング場を全店舗に設置しているほか、ビリヤード、卓球などのスポーツアミューズメント、カラオケボックス、アミューズメントパークも併設されている。また、多数のアトラクションを一定時間自由に遊べる「スポッチャ」を備えたスタジアム店舗も展開している。ドリンクバーを2014年からは、カラオケのフロアだけでなく、アミューズメントやボウリングやスポッチャなどのフロアにも、随時導入されている。
遊戯料金の支払いには、現金・クレジットカード・WAON・nanaco・楽天Edy・QUICPay・iD・交通系ICカード（PiTaPaは利用不可) ・QRコード決済（楽天Pay・PayPay・LINE Pay・メルペイ・d払い・au Pay・ WeChat Pay ・Alipay）が使用できる。
2020年には、新型コロナウイルスの世界的大流行による売上の減少対策として、オンラインクレーンゲーム事業の開始を発表。翌年2021年4月12日にはオンラインクレーンゲーム事業である「クレッチャ」を開始した。クレッチャではオンラインクレーンゲーム事業としては国内最大級の景品を取り揃えており、また、支払いには事業開始時から、クレジットカード、auかんたん支払い、21日からはPayPay、ソフトバンクまとめて支払い、翌日にはLINE Payにも対応した。
2024年4月1日付で、持株会社制へ移行。日本国内における事業は、2023年4月6日に設立した株式会社ラウンドワンジャパンが吸収分割により継承した。

## 沿革

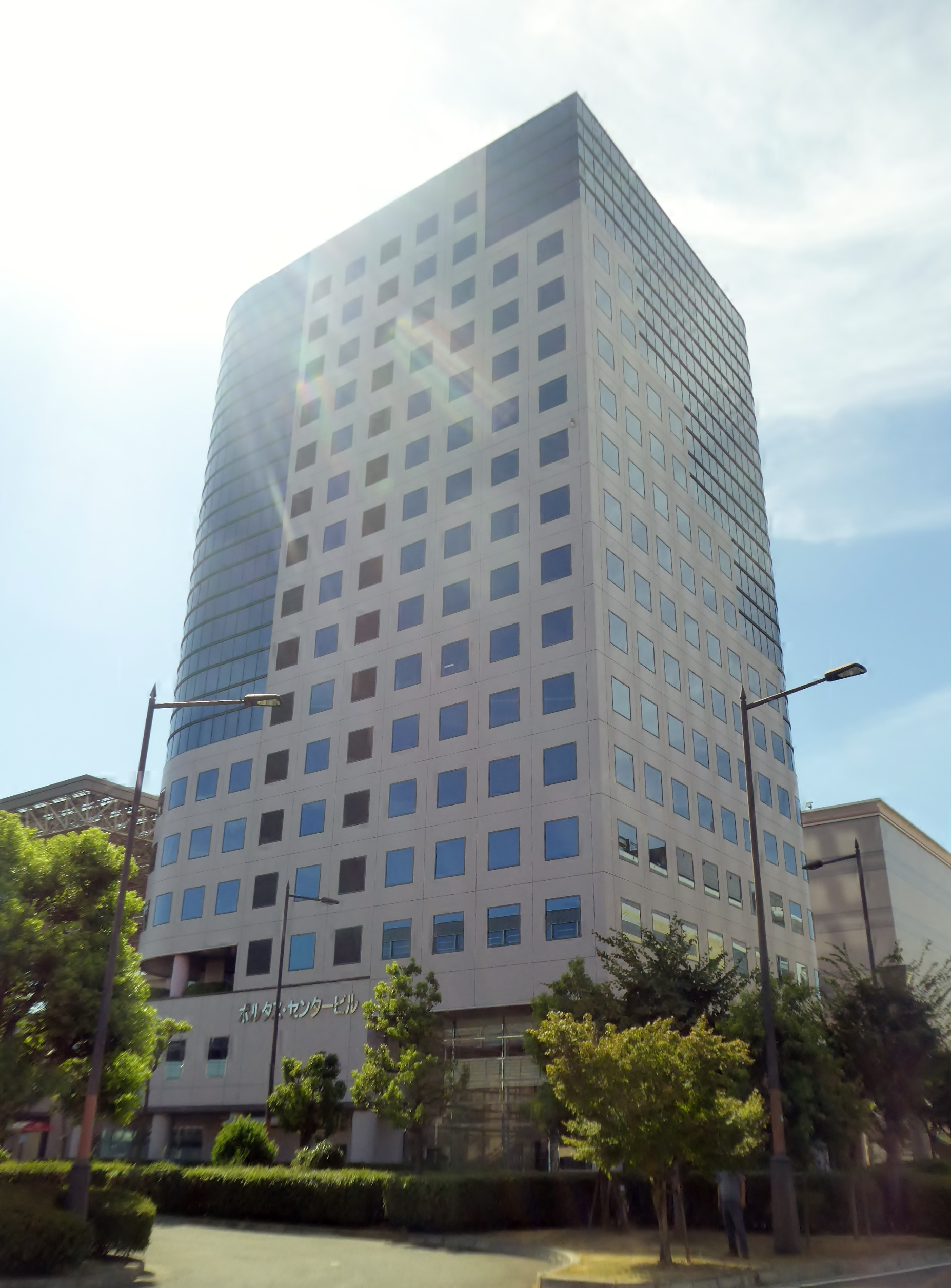
2018年まで本社が入居していたポルタス・センタービル

- 1980年12月 - 杉野興産株式会社を設立、大阪府泉大津市に1号店である泉大津店、ローラースケート場を開店。
- 1982年7月 - 泉大津店にボウリングレーンを16レーン設置(ボウリング場経営の開始)。
- 1988年10月 - 泉大津店のローラースケートリンクを撤去し、ボウリングレーン10レーンを増設。
- 1993年3月 - 株式会社ラウンドワン(旧) を設立。
- 1993年9月 - 杉野興産株式会社より株式会社ラウンドワン(旧)へ主要部門の営業を譲渡。
- 1994年8月 - 杉野興産株式会社が株式会社ラウンドワン(旧)の全株式を取得 (完全子会社化)。
- 1994年12月 - 杉野興産株式会社が株式会社ラウンドワン(旧)を吸収合併、商号を杉野興産株式会社から株式会社ラウンドワンへ変更。
- 1995年1月 - 株式会社フォーチューン(福岡市博多区)へ資本参加、フランチャイズ契約を締結　(1998年3月に契約を解消)。
- 1995年2月 - 本社所在地をポルタスセンタービル(大阪府堺市堺区戎島町四丁45番地1)へ移転。
- 1996年7月 - 株式会社ビッグボウル(札幌市白石区)とフランチャイズ契約を締結　(2001年9月に契約を解消)。
- 1997年8月 - 大阪証券取引所市場第二部に上場。
- 1998年12月 - 東京証券取引所市場第二部に上場。
- 1999年9月 - 東京証券取引所、大阪証券取引所の市場1部に指定される。
- 1999年11月 - カラオケルームの設置を開始。
- 2003年12月 - Round One U.S.A. CORP.(子会社)を設立 (アメリカ合衆国ハワイ州への出店を計画)。
- 2003年12月 - 初の時間制施設「レジャスタ」を導入。
- 2004年7月 - スポッチャ併設型の「スタジアム」店、ラウンドワンスタジアム京都伏見店を開店。
- 2006年9月 - Round One U.S.A. CORP.(子会社)を清算 (アメリカ合衆国ハワイ州への出店を中止)。
- 2009年4月 - Round One Entertainment Inc.(アメリカ合衆国連結子会社)を設立。
- 2010年8月 - アメリカ合衆国カリフォルニア州に米国初店舗、プエンテヒルズ店を開店。
- 2018年12月 - 本社所在地をなんばスカイオ(所在地：大阪府大阪市中央区難波5丁目1番60号)へ移転。
- 2019年8月 - Round One Rus LLC(ロシア子会社)を設立[9]。
- 2019年9月 - 中華人民共和国、北京恵君文化発展有限公司との間で合弁会社、朗玩（中国）文化娯楽有限公司を設立[10]。
- 2020年4月 - 新型コロナウイルス蔓延のため、4月2日から東京、大阪の22日を自主休業、同月4日より日本国内103店舗全店を休業、延長に延長を重ね、6月1日より行政の指導を徹底し順次営業再開[11][12]。
- 2020年11月11日 - モスクワにロシア第一号店、ユーロペイスキー店を開業。
- 2021年4月12日 - オンラインクレーンゲーム事業、「クレッチャ」開始。
- 2021年5月29日 - 中国に朗玩(ラウワン)1号店、朗玩広州新塘イオンモール店を同日開業のイオンモール広州新塘内に開業、ボウリング、アミューズメント、カラオケ、スポッチャ(肆跑＋)を設置している[13]。
- 2022年3月9日 - イオングループ以外の店舗では初めてとなる、イオンペイを導入。[14]
- 2022年4月4日 - ロシアで唯一の店舗であるユーロペイスキー店を閉鎖して、同国から撤退することを発表した[15][16]。なお、この時期のロシア情勢として、ロシアのウクライナ侵攻が行われていた。
- 2022年4月17日 - ロシアから撤退。
- 2024年4月1日 - 持株会社制へ移行。日本国内における事業は株式会社ラウンドワンジャパンが継承。

## ボウリング場

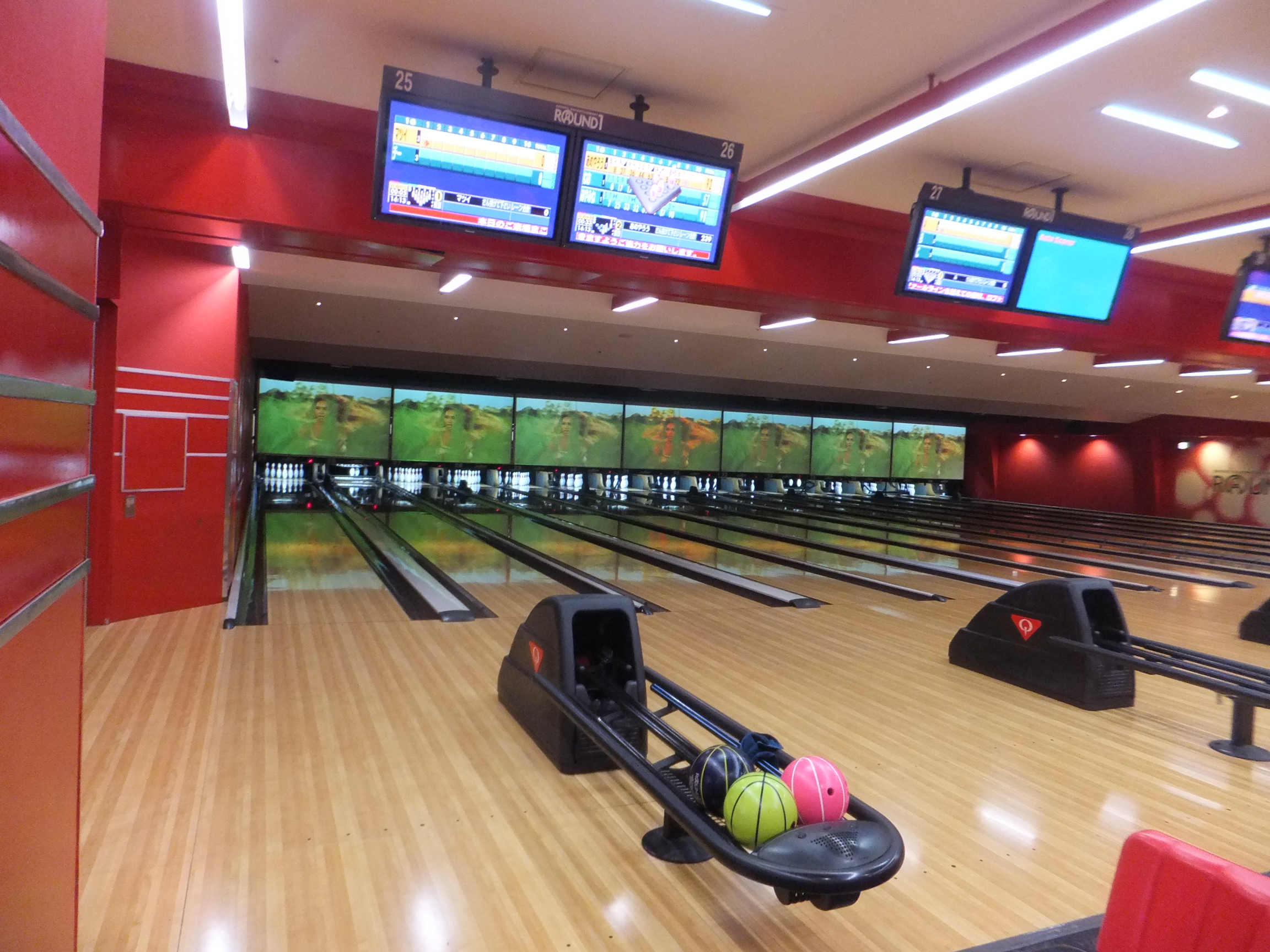
ボウリング場の一例

全店舗に設置。アミューズメントと並ぶラウンドワンの主力コンテンツとして、さまざまな企画や料金体系が取り入れられている。

### 料金とゲーム体系
全国各地の店舗で多少の金額の上下はあるものの、ほぼ統一された料金体系とサービスができるようになっている。
- 1ゲーム通常料金の設定があるほか、2ゲームパックプラン利用の場合は3ゲーム目以降の追加料金も通常1ゲーム料金より割安で実施できる。
- 投げ放題パックが設定されている。おおむね2ゲームパックでの4ゲームプレイ相当の料金で、下記の条件が来るまで何ゲームでも投げ放題となる。
- 待ち時間が発生した場合の投げ放題　ゲーム制限一覧表
- ビジター・クラブ会員　平日 5G・土日祝 4G
- シルバー会員　平日 6G・土日祝 5G
- ゴールド会員　平日 7G・土日祝 6G
- プラチナ会員　平日 8G・土日祝 7G
- 上記のゲーム数を消化した条件の中で早く入店した順に投げ放題が終了となる。終了表示が出たゲームの10フレームまで投球可能。※MEGAパックは再度受付することで再び投げ放題が使用可能。
- 24時間営業の場合は、翌朝6時を跨いだ段階で10G以上投球していた場合は翌朝6時で強制終了。10G投げていなければ10Gまで投球後利用終了。
- 閉店時間が設けられている店舗は、閉店時間で利用終了。
- さらに投げ放題パックには、平日は開店から11時まで、土休日は5時から10時までの1ゲーム目スタートで適用される「朝割投げ放題」も設定されている。この時間でスタートすれば最後まで朝割料金となるので、待ち時間が発生しなければ最大24時間朝割料金で投げ続けることも可能である。

料金の詳細については公式サイト「店舗一覧・料金表」を、割引料金については公式サイト「お得な料金」をそれぞれ参照。

### イベント・サービス等
ムーンライトストライクゲーム
照明を落とし暗く演出された空間の中で、自動アナウンスの合図で利用者が一斉に投球し、小学生以下と女性は9ピン以上、男性はストライクを出すと、ムーンライト達成となり、達成したレーンの利用者へ、アミューズメントコーナーへ設置されたラウンドワンオリジナルプリント機Rismで使用できる「Rism機専用フォトコイン」または「ムーンライトストライクゲーム達成券」がプレゼントされ、達成券は10枚集めることで料金から100円割引される。なお、このイベントは、営業中の1時間につき1回程度、土・日・祝日は30分に1回程度の頻度で行われる（店舗によって頻度は変動する）。大会等開催中の場合には行われないこともあるが、店舗により、フロアスタッフが個別に、ムーンライトストライクゲームにチャレンジするかどうか来ることもある。チャレンジに応じた場合は、スタッフの目の前でストライクを達成することで、フォトコインor達成券がプレゼントされる。
着ぐるみ
店舗によっては、ボウリングピン等の着ぐるみサービスが行われているところがあり、無料で貸し出しされている。ただし、安全のため着ぐるみを着用しての投球は禁止されている。
キャラクターストラップ
ボウリングゲーム利用時に特定の条件を満たしている（女性4名以上、ゲリライベントでクーポン提示など）と、イメージキャラクターの携帯ストラップがプレゼントされるサービスがあったが、2015年現在はキャラクターとのタイアップが終了し、配布も終了している。
ボウリング大会
毎年男女別開催のオープントーナメント『ラウンドワンカップ』が行われており、各店舗で週1 - 2回程度の予選会が実施されている。また、店舗によってはビギナー向けの「マイボカップ」、店舗所属のプロボウラーと対戦する「プロチャレンジマッチ」、コカ・コーラ社等のスポンサーが付いた「コカ・コーラ杯」などの、さまざまな大会がある。
ボウリング学生甲子園
学生が参加できるイベントであり、参加無料であることもあり、条件を満たしているグループの投げ放題での入店時に店員から勧められる。1チーム2～3名で参加する。マイボール部門・ハウスボール部門に分かれる。
店内予選（通常投げ放題内でのプレー）では、各フレーム（最終10フレームは1投目から3投目それぞれ）の全てで、チームの誰か1人でもストライクが出ると「チームパーフェクト」としてメンバー全員に次回投げ放題無料券が進呈される。1ゲームで5回以上のストライクでも割引券進呈となる。
店内予選の月間1位の代表者が通う学校の学生・生徒・児童は、1か月間全員が投げ放題100円割引となる。
マイボール・ハウスボール部門それぞれ、店内予選の月間1位～3位のチームは月間全国大会に進出できる。月間全国大会はオンラインで各店舗をつないで実施する。全国大会のプレー料金は無料。
月間全国大会は選抜戦（1回戦）と決勝戦の2ラウンド制。選抜戦はチーム全員が2ゲーム投球し、チーム内上位2名の成績で決勝戦進出チームを決定する。決勝戦はベーカー方式で2ゲーム実施する。月間全国大会の各部門上位3チームには賞金が出るほか、各部門上位6チームは年間全国大会の出場権を得られる。
月間チャンピオンに輝いたチームの所属店舗にて、店舗予選に参加していたチーム全員に割引クーポンが発行される。
年間全国大会は5月ごろに実施。月間全国大会で出場権を獲得したチームに加え、各店舗の年間ランキング1位チームが参加する。
マイボールキャンペーン
マイボールを所持しない利用者には、利用者の希望によりマイボールキャンペーン用のスタンプカードが配布される（メンバー会員・クラブ会員のみ）。1回の来場で1個スタンプを押してもらい、2スタンプ集めるとマイシューズが、3スタンプ集めるとマイボールが割引価格で購入できる。またプラス1000円でボールを収納するアタッシェケースも一緒に購入できる。
マイボールは4色のデザインを選べる。ボールの重量は8 - 16ポンドまで1ポンド単位で選べ、5・6ポンドのキッズ用ボールも設定されている。指穴の大きさや配置幅も、数種類のプリセット形状を組み合わせて自分の手に合うようにカスタマイズできる。さらに別途料金を支払うことで、フィンガーグリップやサムソリッドを追加したり、型取りによって自分の手に完璧にフィットするよう調整できる「フルオーダードリル」サービスも利用できる。素材は2009年以前はポリエステル製で、初心者用もしくはスペアカバーに使える程度の簡易ボールであったが、2010年以降はウレタン製に変更された。なお旧素材のボールは公式大会では使用できないので注意（新素材ボールは不明）。
パフォーマンスボウル（レーンキャッチャー）
ラウンドワンで購入できるボールには、マイボールキャンペーンで購入できる通常のマイボールとは別に「レーンキャッチャー」と呼ばれるパフォーマンスボウルもある。通常のマイボールよりもさらに良い素材を使用し、ピンアクションが良くボールの曲がりも大きいのが特徴である。
「レーンキャッチャー」はシリーズ化されており、初代から「レーンキャッチャー」「レーンキャッチャーNEO」「レーンキャッチャーEX」「レーンキャッチャーZ」「レーンキャッチャーV」「レーンキャッチャーR」「レーンキャッチャーS」と7種類発売されている。なお、第3弾目の「レーンキャッチャーEX」というボールは、コロンビア300 (ABS) 社製タイトアングルのOEMであり、第2弾目の「レーンキャッチャーNEO」もABS社製である。
マイボールと比べるとかなり高価だが、マイボール保有者（クラブ会員のみ）が希望するとマイボールキャンペーンと同様にスタンプカードが配布され、5スタンプ集めると大幅な割引価格で購入できる。デザイン・重量は多岐にわたるが、指穴の大きさ・配置幅のカスタマイズ内容はマイボールと同じで、前回ボール作成時のデータを基にそのまま作ることも、現在の手の状態に合わせて再調整することも可能。こちらは公式大会でも使用可能。
がんばれ!ぼうりんぐ番長!
ネット対戦型リアルボウリング。全国のラウンドワンでプレイ中のボウラーの中からリアルタイムで、自動的に自分のレベルに応じた対戦相手をピックアップして対戦。対戦成績により自分が選んだキャラクターの外見が変化する。2018年9月25日にサービス終了している。

### ボウリングフロア・レーン
環境
天井・壁は黒色の壁紙を張り、全体的には暗めの造りになっている。（一部店舗では赤や青紫やオレンジなどの明るめの色へとリニューアルされている）またマスキング（ピンの上部にあるパネル）にモニターを設置しており、主に音楽映像や、ラウンドワンLIVE、ムーンライトストライクゲームの演出に使用されている。ただし、マイボウラー専用や大会等が開催されている場合はモニター映像が切られる。
レーンコンディション
レーンコンディションは、Aパターン（レジャー向き40ft）、Bパターン（Aパターンよりはスポーツ向き40ft）Cパターン（Bパターンより上級者向け42ft）と呼ばれる3つのハウスコンディションがあり、更にマイボウラーレーン専用のオイルパターンもあり（半月毎にパターンの変更が有り、店舗によってパターンがことなる36〜48ft）申し込み時に申し出ると目的に合わせたコンディションが選べる。
公認レーンの存在
基本的にレジャー系のボウリング場であるが、国内にあるラウンドワン全店舗がJBCの公認レーンになっている。
ファールセンサー
レーンのファールセンサーは、原則的に非動作である。レジャー系ボウリング場としては仕方がないことでもあるが、安定収入の源である常連スポーツボウラーへの配慮から、アプローチの清掃には力を入れている。なお、ボウリング大会を実施する際は、大会で使用するレーンのみファールセンサーを動作させている。その場合は、プレーヤーの名前欄に白抜きでFと書かれる。センサーが反応すると赤ランプが付き、投球が無効になる。
マナーの啓蒙
場内では、録音放送にてボウリングをする上でのマナー遵守の呼びかけが定期的にあり、フロア担当者のマイク放送と併用することもある。
ピンセッター
BrunswickではGS-98・GS-Xを使用し、AMFでは82-90・8800GOLD・90XL・90XLi・XLi EDGEを使用している。ラウンドワン一号店である泉大津店(閉店)ではBOWL-MORのピンセッターを、泉北店(閉鎖)ではBrunswickA-2を使用していた。北心斎橋店(閉店)など一部の店舗では同じメーカーで複数の種類のマシンを使用している店舗も存在する。
ストリングピンセッター（BrunswickのBoost STやQUBICA AMFのEdge Strings）に入れ替えをしている店舗も存在する。
オートスコアラ
Windows XPで動作し、テレシステムズのRS-1・RS-3を使用。常にインターネットと接続し日本全国のラウンドワンでネット対戦ができる。またRSとは（ラウンドワンシステム）という意味であり、本来はGSシリーズ・DSシリーズと同じ機能で動作するオートスコアラである。2018年の冬頃から、全てのラウンドワンでSLS社のRNS(ROUND1 NEW SCORE SYSTEM)へとリニューアルした。基本的な動作方法や設定などはRS-3と同じであるが、スコアの表示画面や投球フォームをカメラで確認する事ができROUND1 LIVEなど色々とパワーアップしている。また、コンソールモニターは各レーン3枚設置している。
コンソールモニター（タッチパネル）は32インチサイズ3面タッチモニターでAndroidで動作。コンソール本体はWindows 10で動作しオーバーヘッドモニター（天井のモニター）・マスキング（ピンの上部にあるパネル）のLEDウォールビジョンに表示している。またオーバーヘッドモニターは65インチLEDフルハイビジョンモニターを採用。(店舗より50インチの場所もある)

#### プロショップ
南砂店、上尾店ではプロボウラー半井清が経営するプロショップナカライが営業している。

### 主な所属プロボウラー
- 望月理江
- 坂本詩緒里
- 三浦美里 　2025年1月16日～専属契約
- 大仲純怜　2022年6月16日〜専属契約
- 松尾星伽
- 齋藤剛一
- 須田毅
- 太田誠
- 松本智弥
- 坂田重徳
- 入口光司
- 儀間義博
- 中谷優子
- 小林龍一
- 平岡勇人
- 一谷知広
- 藤井大輔（YouTuberとしても活躍）
- 竹永竜星ほか

### かつて所属していたプロボウラー
- 竹原三貴（YouTuberとしても活躍）
- 大根谷愛（現・トマトボウル西宮）
- 小林よしみ（現・STEEL SPORTS 他。Pリーグでも活躍中）
- 吉川朋絵
- 小山康代
- 小山都代
- 喜納直樹
- 玉置幸一郎
- 大関隆之
- 鬼澤周平(現・イリスボウル)
- 大月仁
- 田形研吾
- 高田浩規（現・コロナワールド）
- 富永尚
- 馬場一
- 勢力優之
- 上原忠博（2022年 逝去）
- 大月えり子
- 堀口明(2024年 逝去)
- 小林哲也(2024年3月15日卒業。YouTuberとしても活躍。現イリスボウル他所属)
- 藤村隆史(2024年3月15日卒業。現コロナワールド所属)　他

## カラオケ
日本国内では5店舗（青森店、千種店、大宮店、高津店、守口店）を除き、多くの店舗で設置している主力のサービスである。モニターは65インチサイズが2つのデュアルモニターが基本となっている。店舗での自動受付機での受付、ラウンドワンアプリでの予約は、機種のみではなく、ルーム番号で予約するのが特徴である。

### コンセプトルーム
キッズルーム、ステージルーム、マッサージルーム、パーティールームがある。

### カラオケ学生甲子園
カラオケ採点での点数を全国で競う大会であり、1ヶ月単位で行われている。2-3人以上の学生チームでの参加であり、上位2人の点数の合計で競われる。月間店舗別、年間店舗別のチームの合計点数が上位であると賞品がもらえる。また、上位に限らず、10飛び賞、ゾロ目賞でも賞品がある。また、店舗別月間一位になると、そのチームの所属学校に在籍している人は1ヶ月間フリータイムが100円引きになる。また、全国大会年間大会の優勝者は、『THEカラオケ★バトル』（テレビ東京系）の出場をかけた、2次選考進出権を獲得できる。

## スポッチャ
ラウンドワンスタジアム（店舗名に「スタジアム」が付く店舗）に設置されているスポーツアトラクション施設。入場料を支払うだけで（用具レンタル代金不要）、エリア内のアトラクションを何度でも楽しめるシステムである。
かつては、北心斎橋店、広島店、福岡天神店で「レジャスタ」という類似（発展形）のサービスが提供されていたが、2014年5月に最後まで残っていた福岡天神店での営業が終了したことでレジャスタ店舗は消滅した。これら3店舗はスタンダード店舗に鞍替えしている。
設置されているアトラクションは店舗によって異なるが、「3on3バスケットボール」「ゴルフの打ちっぱなし」「パターゴルフ」「キャッチボール」「バッティングマシン」「キック・ターゲット」「オート卓球」「オートテニス」「カーリング」「アーチェリー」「ピッチング（ストラックアウト）」「ローラースケート」「セグウェイ」などバリエーションに富んでいる。またレジャスタには、スポーツに加えて「アーケードゲーム」「ビリヤード」「ダーツ」といったアミューズメントアトラクションも備えている。時間内であればアーケードゲームは何度でもコンティニュー可能で、ビリヤードとダーツもゲーム数無制限である。
子供専用のキッズスポッチャは、20時以降なら女性もしくはカップル限定で遊ぶことができる。
店舗によっては深夜23時以降、3時間パックと同額でさらに長時間楽しめるフリータイムを実施しているところもある。
なお、カラオケやビリヤード・ダーツなどスポッチャ以外の施設にも、スポッチャと同様に一定時間楽しめるパック料金サービスがある（料金は店舗によって異なる）。

## アミューズメント

### クレーンゲーム
2021年頃から力を入れている分野。2021年6月にラウンドワン富士店に当時としてはギネス世界記録超えのクレーンゲーム506台設置したクレーンゲーム専門フロアを開店したのを皮切りに、台数300台以上設置した「ギガクレーンゲームスタジアム（パーク）」を2021年内に8店舗設置した。ギガクレーンゲームスタジアムについては今後も増える予定で、2022年4～6月期内に50～60店舗まで拡大する方針である。
2023年に全国初クレーンゲームパークだけの専門店が開店した。

#### 限定プライズ
によると商品化の実績としては、キッコーマン調製豆乳、サクラクレパス、Ado、Eve、KLOOP（倖田來未）、YOSHIKITTY、ちいかわ、トムとジェリー、星のカービィ、うさぎ帝国、くまのまーくん、ともだちはくま、ひとえうさぎ等としている。

#### UFOキャッチャー1回体験チケット
ラウンドワンの施設で遊戯すると、1回体験できるチケットが貰えることがある。指定台のみでQRコード読み取り機にチケットのQRコードをかざすと1回無料でプレイできる。

#### 料金
1プレイ200円などのクレーンゲーム店舗が多くなっている中、ラウンドワンでは基本1プレイ100円とすることで差別化を図っている。また、100円で30秒何度でもプレイできるクレーンゲームや、10円1プレイのクレーンゲームを置いている店舗もある。支払いについては、他の施設ではキャッシュレス対応しているが、クレーンゲームは現金(100円玉、500円玉)による支払いのみ対応しており、クレジットカード、電子マネー、QRコード決済等のキャッシュレス決済は一切使用できない。

### アーケードゲーム
ラウンドワン独占稼働ゲームをここに記載する。
- CHRONO CIRCLE - 『Pump It Up』を手掛けたアンダミロが開発。
- DANCE aROUND - コナミアミューズメントの『BEMANI』シリーズ機種。
- MUSIC DIVER - 『グルーヴコースター』を手掛けたタイトーが開発。

### メダルゲーム
ミリオネット
ラウンドワン特別仕様となっており、通常店舗と比べ、ミリオンジャックポットの配当が非常に多い。99,999枚の配当を獲得した者は表彰されている。また、こちらのサービスは2017年11月30日をもって終了している。以後は、スーパーミリオンビンゴのみの開催となっている。
2016年からカラコロッタ、アニマロッタ、ツナガロッタ、G1ヴィクトリーロード、G1グランデザイヤー、ミリオンアダプター、マーブルフィーバー、グランドクロスレジェンド等KONAMIアミューズメント製のクレジット機能を搭載した機種を対象とする新しいイベントとして、スーパーミリオンビンゴが開催されるようになった。16時頃と20時頃の2回。
FISHING SPIRITS
バンダイナムコアミューズメント「釣りスピリッツ」のラウンドワン限定12人同時プレイ可能筐体。
ギョー転ガッポリすし極
エンハート「ギョー転ガッポリすし」のラウンドワン限定12人同時プレイ可能筐体。
メッチャ
席に着いたままメダルの預け入れ・引き出しができるサービス。
ギガメダルゲームスタジアム
2022年頃から力を入れている分野。2022年6月22日ラウンドワン市川鬼高店へOPEN。現在では、大宮店、わらび店、さいたま・鴻巣店、市川鬼高店、富士店、鳴海店、加古川店にて、ギガメダルゲームスタジアムが展開されている。また、ギガメダルゲームスタジアムの店舗では、通常の店舗とメダルの貸し出し価格が異なる。（富士店は通常の価格）

## クレッチャ
2023年7月31日23:59をもって営業を終了

## 会員制度
会員登録を行うことで会員証が発行され、ボウリング・カラオケ・ダーツ・ビリヤード・スポッチャで対象施設で会員証を提示すると利用料金割引などの特典が受けられる。また利用料金に関係なく、対象施設を1回利用する毎に会員証に来店回数が1回追加される（1施設につき1日1回まで）。来店回数の数に応じて上位の会員レベルに昇格し、さらに大幅な割引を受けられる。年会費は全レベル一律300円。
会員登録は、会員証なしで施設を利用して入会を薦められた場合、自ら登録を希望した場合、ラウポケを登録した場合に手続を行う、またはカウンターなどに置いてある入会申込書に自分で記入してカウンターにいるスタッフに渡す。登録完了当日の利用から割引を受けられる。会員登録・更新・割引はラウンドワン全店舗で可能。
- クラブ会員 - （新規入会後または前回更新から）1年間に来店回数0回～9回
- シルバー会員 - 1年間に来店回数10回～29回
- ゴールド会員 - 1年間に来店回数30回～49回
- プラチナ会員 - 1年間に来店回数50回以上

年度途中でも来店回数を規定来店回数に満たしていれば、次回施設利用時（達成施設は翌日以降・それ以外の施設は当日でも可）から該当する会員レベルの特典を受けられる。更新は有効期限の1か月前から可能で、更新時点で到達している会員レベルが次回更新まで最長1年1か月間保証される。ただし更新時には該当する会員レベルの会員証が新しく発行され、来店回数は0回から再スタートとなる。
下記の会員グレードも存在するが、会員レベルの昇格はない。また2011年3月22日以降はクラブ会員のみ新規入会を受け付けており、既存会員の有効期限が切れ次第廃止される。
- メンバー会員 - 年会費100円。クラブ会員よりも気軽に入会できるが、割引幅は半分以下である。
- キッズ会員 - 小学生以下限定。年会費無料でクラブ会員と同額の割引を受けられる。ただしボウリングとカラオケのみ。

2015年から、携帯アプリの会員証が登場となり、以降の新規入会及び更新分から、携帯アプリの会員証へ随時移行されている。
そして、ボウリングでは最初にQRコードを専用端末にかざして、用紙を受付に渡すのみ。受付用紙への記入は不要となった。
詳細情報は公式サイト「お得な会員制度」を参照。

### ラウポケ
携帯電話・スマートフォンのメール会員「ラウポケ」の会員に登録すれば、毎週金曜にゲリライベントの告知が、土曜日には週末イベント情報やクーポンが配信される。また、下述する激安ゲリライベントの参加が可能になり、メダル会員に登録すれば、いつでもメダル5%増量する特典などを受けられる。
現在はゲームコンペと称するほか企業とのタイアップの企画が始まっている。ラウポケアプリ内の項目からゲームコンペを選択しボウリングカラオケをプレイする際に各種端末と連動させるとタイアップ企業の割引券がもらえる

### 激安ゲリライベント
定期的に「激安ゲリライベント」と称する、特定日・特定時間帯限定で施設を格安で利用できるイベントが行われていたが、2013年11月16日をもって終了した。アミューズメントについては誰でも利用できるが、アミューズメント以外はラウポケの登録が必須となる。なお、ラウンドワン池袋店は音楽ゲームで独自の激安ゲリライベントを実施しており（全国共通の激安ゲリライベント終了後も実施中）、他店側から見ると減収になるおそれがあることから、サントロペ池袋店、アドアーズサンシャイン、プロジェクトアドアーズ池袋店も同様のイベントを行い、プレイヤーの流出を防ごうとしている。
- 男割 - 毎週火曜日に行われた、男性のみがクーポンを利用できるイベント。2013年2月末をもって終了。
- 女子会の日 - 毎週水曜日に行われる、女性のみがクーポンを利用できるイベント。
- Facebook限定シークレットイベント - 詳細はFacebookの公式ページを見なければ確認できないため、参加するにはFacebookのアカウントが必須となる。

## 店舗
「スポッチャ」を併設するスタジアム店舗と、「スポッチャ」のないスタンダード店舗の二種があり、山形県、茨城県、山梨県、富山県、福井県、鳥取県、島根県、山口県、長崎県を除いた39都道府県とアメリカ合衆国、中華人民共和国に出店している。過去には山梨県、山口県、ロシアへの出店はあったものの撤退している。アメリカ合衆国では当初スポッチャがない店舗のみの出店であったが、現在は併設されている店舗も多くなっている。
店舗の呼び方については、各店の公式ツイッターでも使用されている◯（店舗名の一文字）ラと呼ばれることがある。（例:ラウンドワン池袋店は池ラ）
金・土曜日と祝日の前日は、翌朝6時まで24時間営業を行っているが（ゲームコーナーは日の出から23時59分まで）、大半の店舗では2023年から、月～木曜と日曜は24時までの営業に短縮された。
出店店舗の一覧および詳細情報は公式サイト「店舗一覧・料金表」を参照。

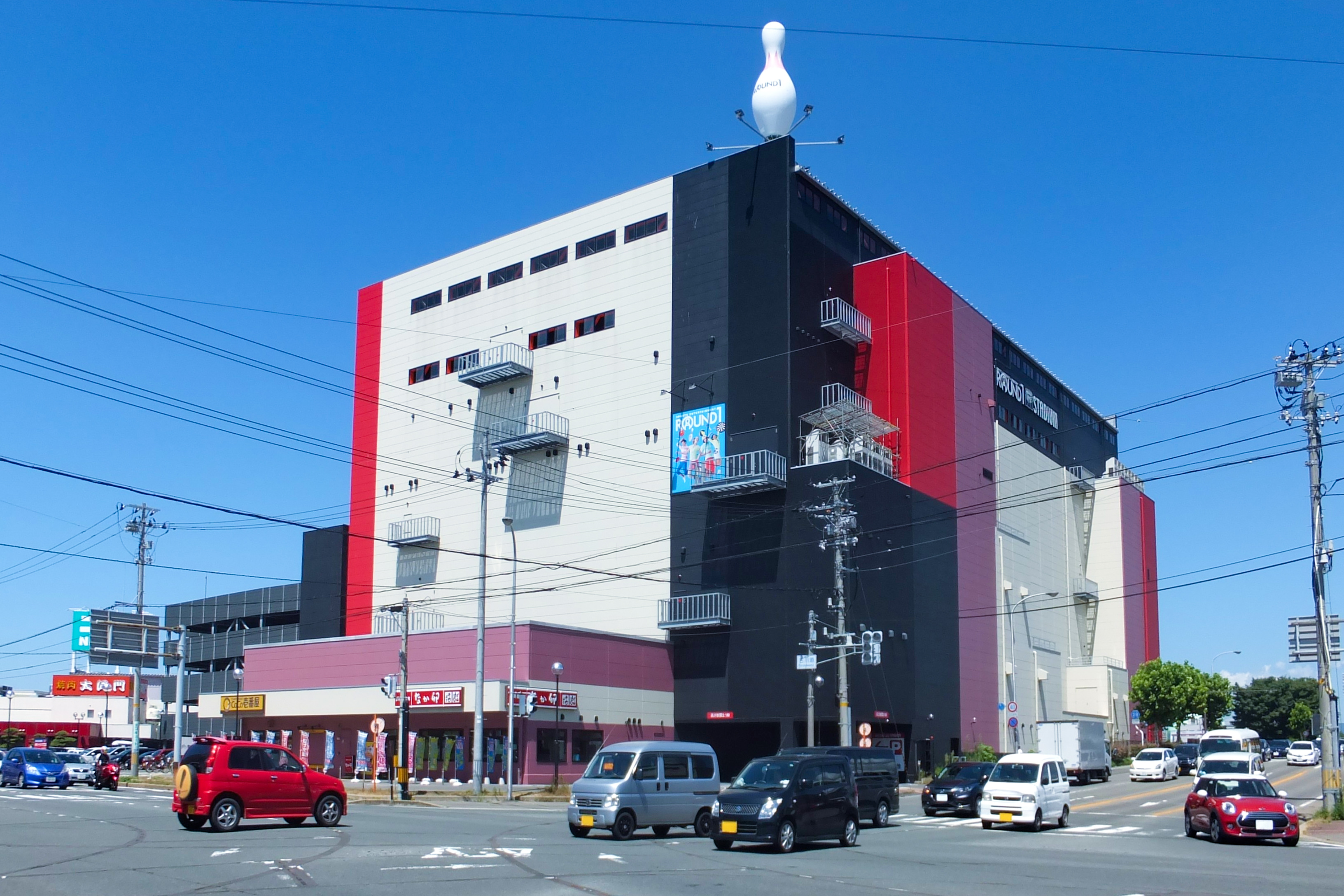
秋田店（秋田県秋田市）
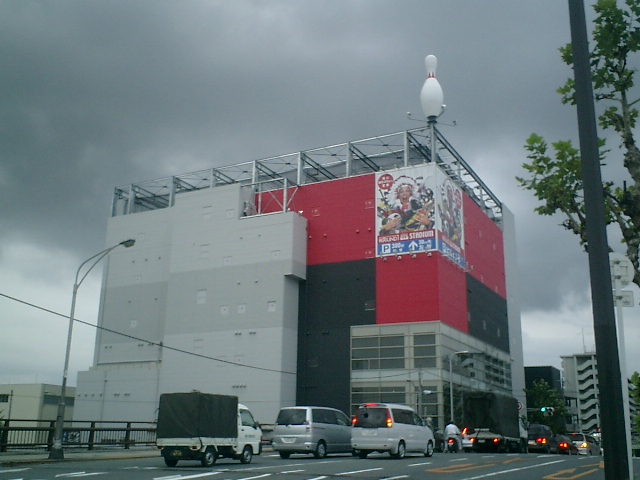
城東放出店（大阪市城東区）
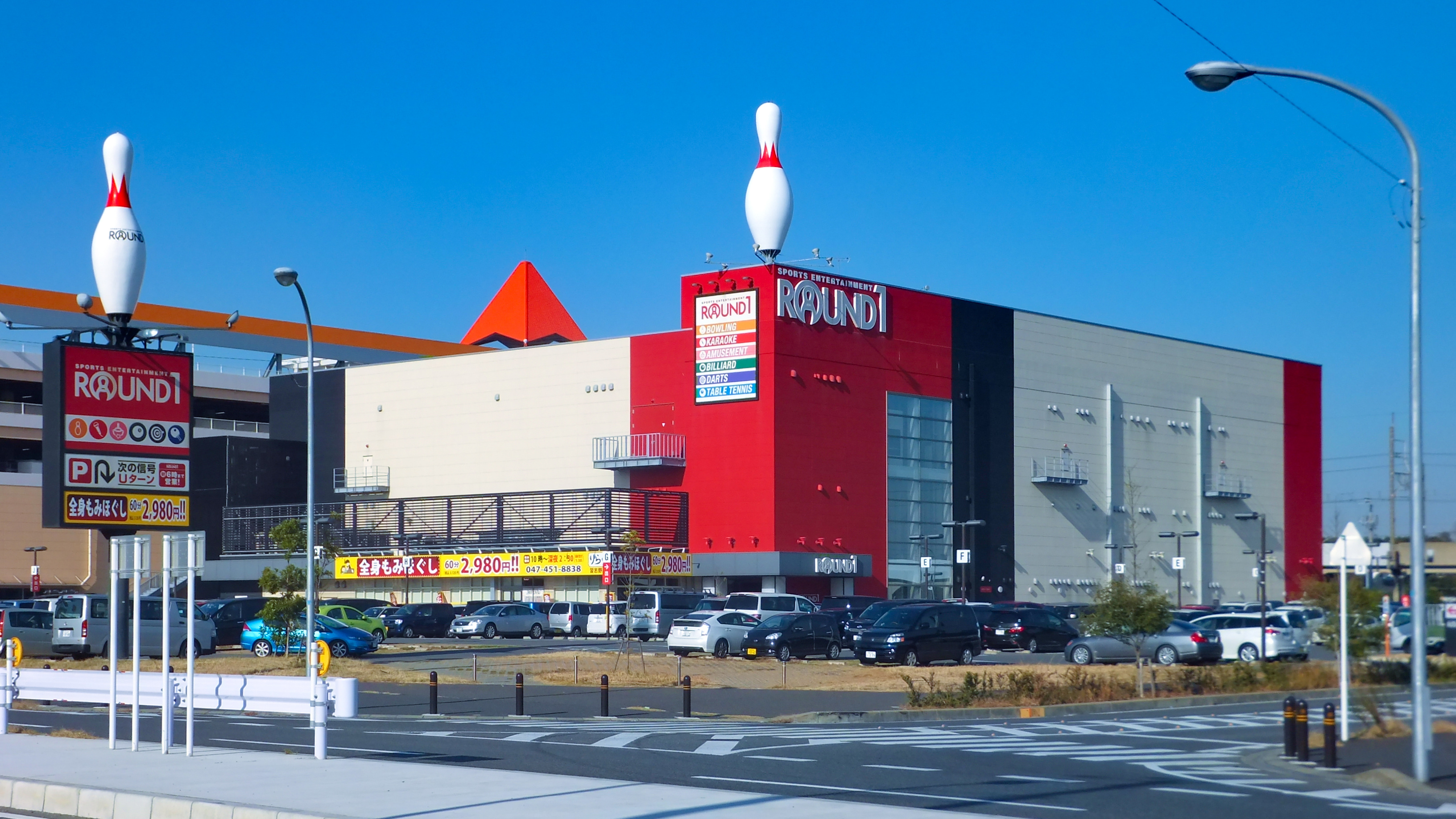
習志野店（千葉県習志野市）
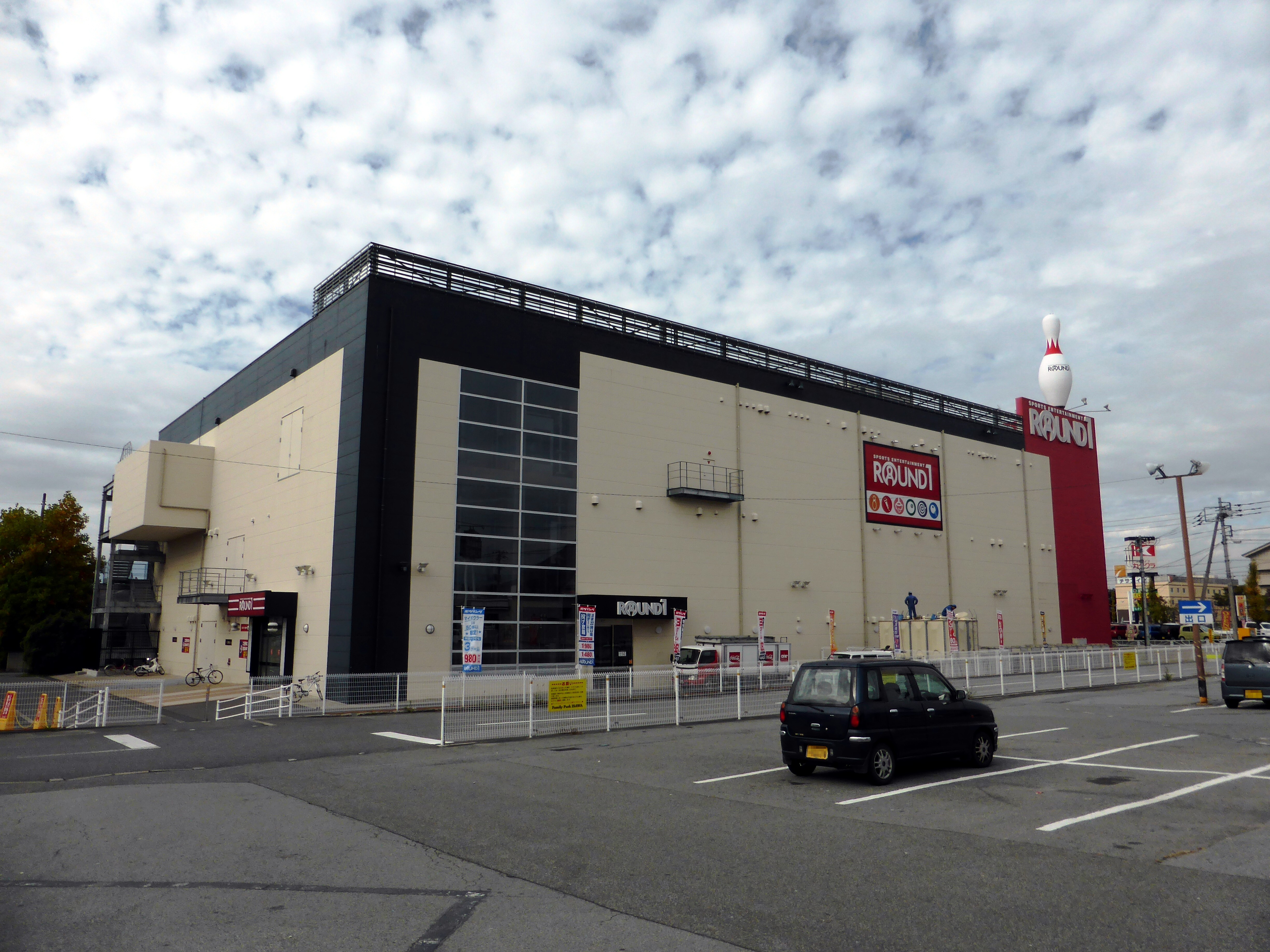
山梨・石和店（山梨県笛吹市）2024年3月31日閉店
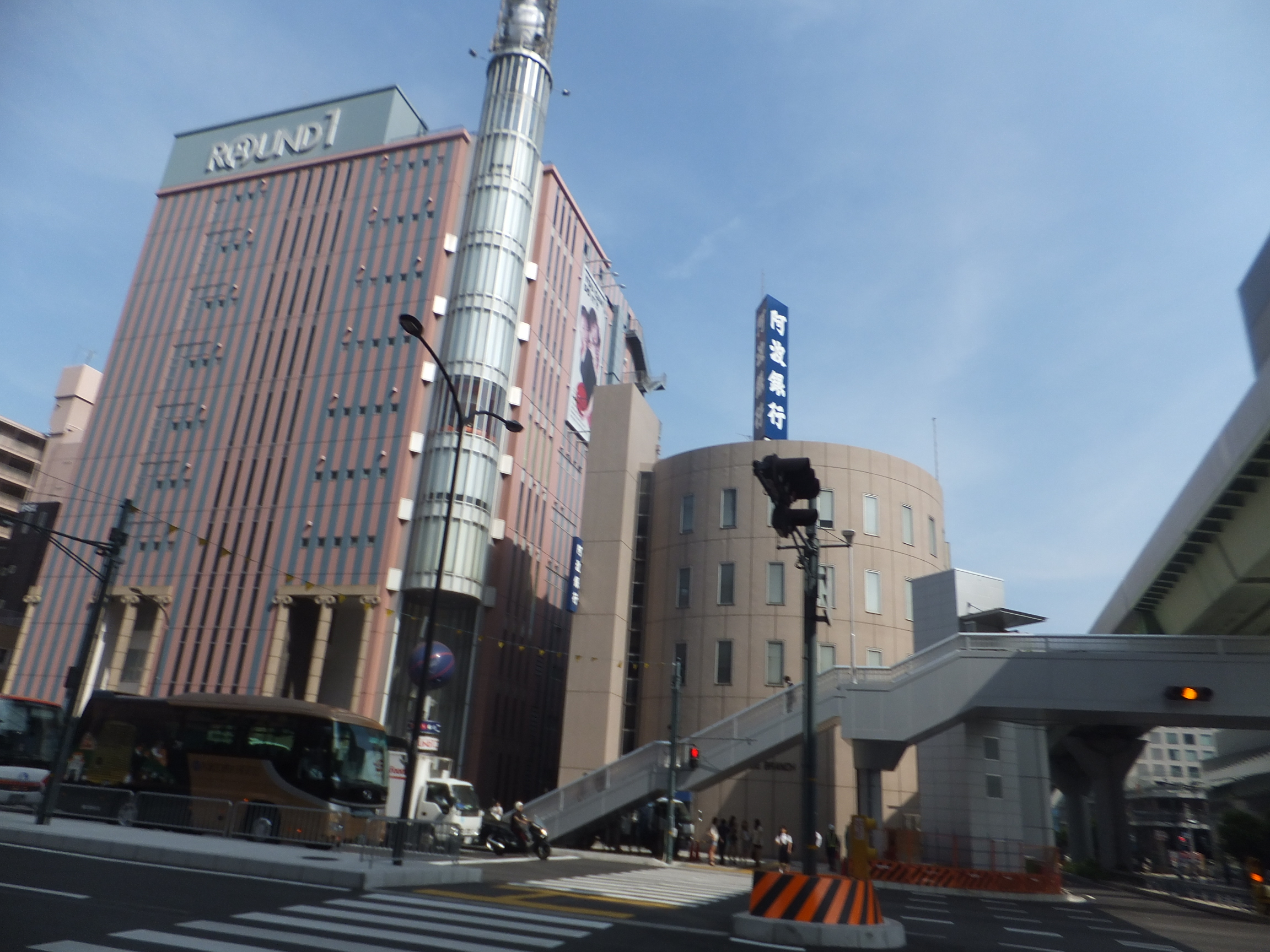
三宮駅前店（神戸市中央区）
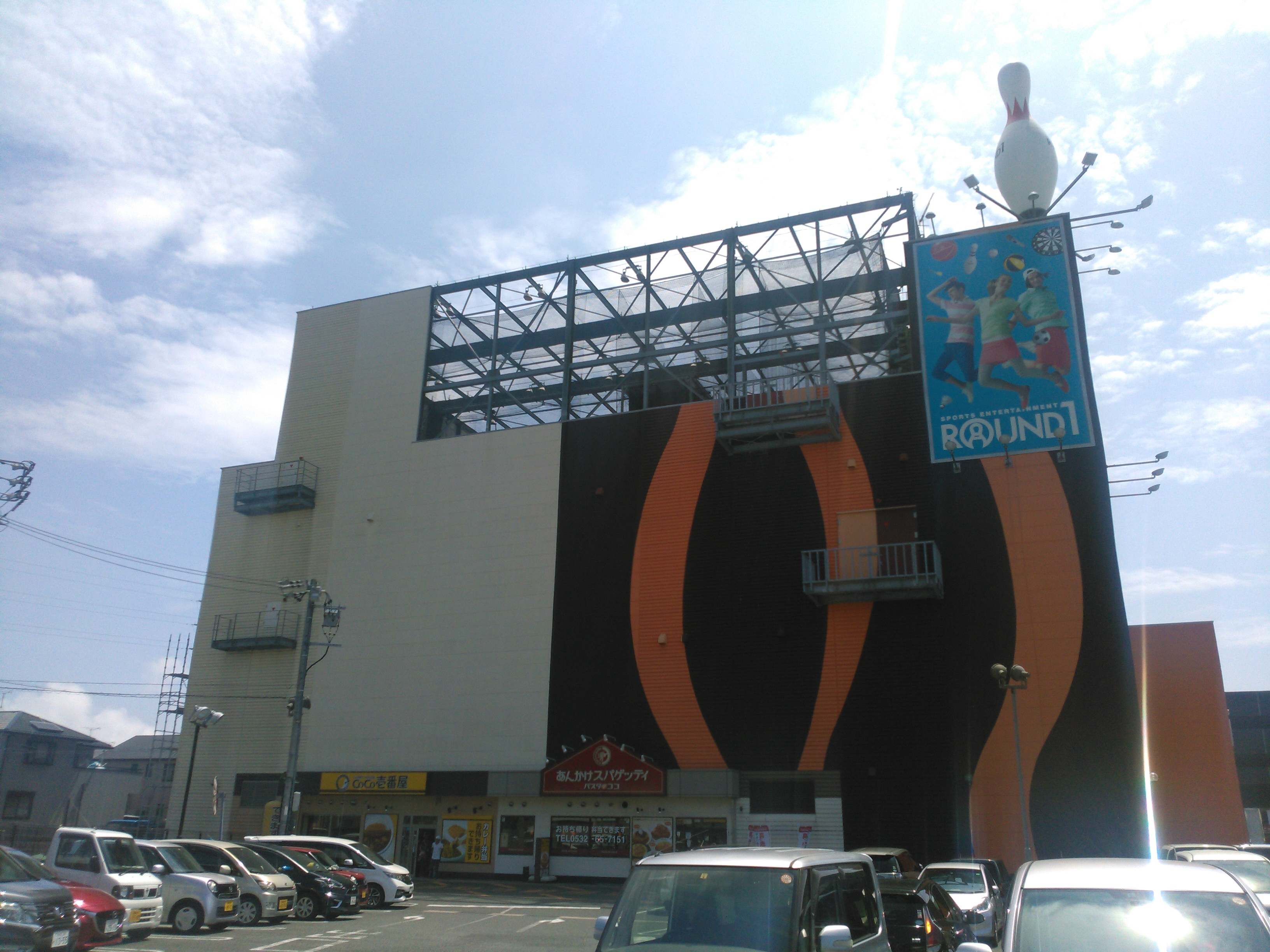
豊橋店（愛知県豊橋市）

## 出店予定店舗
公式HP出店計画 を参照

## 閉鎖もしくは出店を断念した店舗

### 主な閉鎖店舗

#### 国内
- 堺・石津店（2001年9月30日閉鎖）
- 堺・大仙店（大阪府堺市堺区協和町5-480に所在。1991年12月2日開店、正確な閉店日は不明だが2001年時点で営業していた。）
- 泉大津店（1980年開店の1号店、1997年3月閉店）
- 和歌山ぶらくり丁店（2001年4月閉店）
- 姫路店→レインボーワールド姫路
- （旧）梅田店（賃貸契約満了および建替えにより2008年7月21日に閉鎖したが、建替え後に敷地を拡張して「梅田ナナイロ」となり、「梅田ナナイロ」の運営会社と再び賃貸契約を結んだ上で、同じ場所に（新）梅田店が2011年3月25日開店）
- 瑞穂店（2012年9月2日閉店、賃貸契約満了による）→ドンキホーテ多摩瑞穂店に
- 柏店（2016年1月11日、2016年4月25日アリオ柏に移転して開店）
- 平野店（2016年6月19日、賃貸契約満了による）→解体
- 刈谷境川店（2016年8月31日、賃貸契約満了による）→中古車販売店に
- 川西店（2016年9月19日、賃貸契約満了による）→スポーツクラブに
- 名駅南店（2016年9月25日、賃貸契約満了による）→レインボーワールド名駅南
- 大東店（2016年9月25日、賃貸契約満了による）→解体更地
- 足利店（2016年10月10日、賃貸契約満了による）解体更地
- 足立江北店（2017年1月9日、賃貸契約満了による）→外車販売店に
- 新御堂緑地店（2017年1月9日、賃貸契約満了による）
- 奈良店（2018年4月8日、2018年7月27日に奈良ミ・ナーラ店に移転して開店）→旧・奈良店建屋は解体
- 尼崎店（2018年5月6日、賃貸契約満了による）→解体(現:スーパーマーケットに)
- 宝塚店（2018年5月6日、賃貸契約満了による）→解体後フットサルコートに(現:テニスラウンジ宝塚として営業)
- 茨木店（2018年11月25日、賃貸契約満了による）→自動車販売店に
- 八王子店（2019年6月2日閉店）→CROSPO八王子店に
- 北心斎橋店（2019年7月15日閉店）→カフェ並びオフィスビルに(1階部分はパチンコ店)
- 下関店（2021年3月31日閉店、賃貸契約満了による）
- 新開地店（2021年3月31日閉店、賃貸契約満了による）→パチンコ店に(スーパーＤステーション)
- 栃木・樋ノ口店（2021年3月31日閉店、賃貸契約満了による）
- 泉北店（2021年4月11日閉店）→当時最古店。クレッチャ公式ツイッターではラウンドワンの事業用施設としてオンラインクレーンゲームのクレッチャ事業等に使われているとの投稿があったが現在は投稿が削除されている。なお、クレッチャを開始したのは、閉店した翌日の4月12日である。
- 横浜戸塚店（2021年8月31日閉店、賃貸契約満了による）
- 八千代村上店（2023年1月15日閉店、賃貸契約満了による）
- 山梨・石和店（2024年3月31日閉店、賃貸契約満了による）
- 高津店（2025年4月14日閉店、賃貸契約満了による）

#### 国外
- ユーロペイスキー店 (ロシア、2022年4月17日、ロシア情勢による)

### 以前ラウンドワンだった店舗
- 桃園シティボウル（福岡県）
- 大橋シティボウル（福岡県）
- 姪浜シティボウル（福岡県・ウエストコート姪浜内）
- 小嶺シティボウル（福岡県）
- JJ CLUB 100 苫小牧店（北海道）（2009年6月22日閉鎖）　→　スポルト苫小牧（2011年9月16日オープン）
- ビッグボウル藤野（北海道）
- ビッグボウル三本木 → 三本木ボウリング場（宮城県）（2021年閉鎖）
- ビッグボウル白石（宮城県）（2009年閉鎖）
- JJ CLUB 100 堺石津店 →　とこりん石津店（大阪府、旧堺・石津店、2009年1月31日閉鎖）
- エンターボウル泉大津店（大阪府、旧泉大津店）（2015年閉鎖）
- U-BOU和歌山ぶらくり丁店（和歌山県、旧和歌山ぶらくり丁店、ぶらくり丁BLISSビルディングのテナントとして入居）

### 出店を断念した店舗
単純に既存店舗と競合するおそれがあったり、風俗営業法の8号営業（ゲームセンター等）に分類されるアミューズメント施設を含むことで地元住民の反対運動が激化した場合は、出店を断念することがある。ただし反対運動が原因の場合は、自主規制を設けるなどして住民側と和解した上で開店にこぎつけることもある。
- 仙台店（仮、仙台市若林区）
- 岡崎店（仮、岡崎市）[26][27]
- つくば店（仮、つくば市）
- 松戸店（仮、松戸市）
- 府中店（仮、東京都府中市）
- 沼津店（仮、沼津市）
- 渋谷店（仮、東京都渋谷区）
- 塩尻店（仮、塩尻市）
- 奈良橿原店（仮、橿原市）
- 神戸西店（仮、神戸市垂水区）
- 広島新球場店（仮、広島市）
- 横須賀店（仮、横須賀市）
- 明石店（仮、明石市）

## テレビCM
以前はお笑いタレントなどによるテレビCMを放送していたが、2015年現在は割引サービスの宣伝が主である。なお、テレビCMはスポットCMだけでも30秒と長いのが特徴。

### CMキャラクター
- 2004年以前
  - 野猿、郷ひろみ、安達祐実
- 2005年度
  - ヒロシ
- 2006年度
  - 長州小力
- 2007年度
  - 桜塚やっくん
  - 青田典子、杉本彩、光浦靖子
- 2008年度
  - 柳原可奈子
- 2009年度
  - 新垣結衣
  - 「事件簿」シリーズ - 山西惇、マリエ（第1話）、中尾明慶（第2話）、今井りか（第3話）
  - ONE PIECEのルフィ、ナミ、ゾロ、チョッパーなどが登場するCMも放送された。
- 2010年度
  - 2010年4月1日より「家族割」「学生割」「団体割」「デート」編が放送されている。
  - デート編では植松孝行、三枝万莉が出演。
- 2011年・2012年度
  - NMB48
- 2013年度
  - ボウリングがメインの「レッツ・グルーヴ」篇と、全ジャンルが登場する「ウキウキ・ウェイク・ミー・アップ」篇が放送されていた。
  - レッツ・グルーヴ篇では加藤慶祐、芳野正朝、三浦絵美、松原汐織が出演。
- 2014年・2015年度
  - ナインティナイン他よしもと芸人
- 2016年度
  - Little Glee Monster
    - 「ボウリング だんだんスコアアップチャレンジ ミュージカル篇」、「スポッチャ ハッピーバースデー篇」、「カラオケ 採点チャレンジリアル篇」ら4バージョンを放送[28][29]。
- 2017年・2018年・2019年度[30]
  - ゴールデンボンバー
- 2018年度
  - BiSH[31]
- 2020年度
  - Snow Manを予定していたが、岩本照の不祥事および新型コロナウイルス感染症拡大のため起用中止
- 2021年度（コロナウイルス感染症の影響により2021年12月-）
  - 呪術廻戦
- 2022年度
  - EXIT
- 2023年度
  - JO1
- 2024年度
  - FANTASTICS from EXILE TRIBE
  - 日向坂46
- 2025年度
  - なにわ男子

## 主な景品
条件によっては、来店者に景品がプレゼントされることがある。以下は主な例。
- ストラッピン（ボウリングピン型のストラップ） - ボウリング・カラオケ・スポッチャ（レジャスタ）のいずれかを4人以上一組で利用すること、激安ゲリライベントでクーポンを提示すること、Wサービスクーポンを提示することでもらえる。グループ来店の場合は全員1個ずつプレゼントされるが、種類は指定できない。また終了期には無条件配布されたり、アミューズメントコーナーでUFOキャッチャーなどの景品にも用いられる。2013年3月まで、ハローキティと『ONE PIECE』のストラッピンが提供されている。2013年4月以降は、ハローキティのみとなる。過去には『ウルトラマン』、『ルパン三世』、くいだおれ太郎のストラッピンが提供されていた。
- デカッピン（ストラッピンの大型版） - キャンペーンやムーンライトストライクゲーム（前述）で配布した。2015年現在は団体予約で利用か誕生日予約で利用した場合プレゼントされる。
- シャンピン（ピン型の瓶の中に炭酸水） - イベントで配布。イベント終了後に在庫に余剰が発生し、アミューズメントコーナーのメダル貸出でもプレゼントされた。
- キャラクターグッズ - ストラッピンと同じ4施設のいずれか1つを1回600円以上利用するとスタンプカードが発行され（エリアは2個で1個捺印済）、発行翌日から有効期限内に同4施設のいずれか1つを600円以上利用して2個目の捺印を受けるとプレゼントされる。利用施設の組み合わせは自由。2011年4月現在提供されているグッズは、ストラッピンと同じく『ONE PIECE』とハローキティ。2013年4月から、『ONE PIECE』が終了する代わりに、『ヱヴァンゲリヲン新劇場版』がラインナップに加わる。

### Twitter
- ラウンドワン (@Round1_official) - X（旧Twitter）
- ラウンドワン学生甲子園 (@round1_koshien) - X（旧Twitter）
- 【公式】ラウワンボウリングマニア (@rou1bowling) - X（旧Twitter）
- ROUND1アミューズメント【公式】 (@round1_amprize) - X（旧Twitter）
- 【公式】ラウンドワン アーケード (@round1_game) - X（旧Twitter）
- 【公式】ラウンドワン de カラオケ (@round1dekaraoke) - X（旧Twitter）
- 【公式】ROUND1スポッチャ (@round1spocha) - X（旧Twitter）
- 【公式】ラウンドワンLIVE (@round1_fanevent) - X（旧Twitter）
- ラウンドワン学生甲子園 (@round1_koshien) - X（旧Twitter）

また、これに加え、各店舗にてツイッターアカウントがある。

### クレッチャ
- クレッチャ
- 公式ツイッター